# Hypostomus cordovae
Hypostomus cordovae är en fiskart som först beskrevs av Günther, 1880.  Hypostomus cordovae ingår i släktet Hypostomus och familjen Loricariidae. Inga underarter finns listade i Catalogue of Life.